# اريك ميتكالف
اريك ميتكالف (بالإنجليزية: Eric Metcalf)‏ هو لاعب كرة قدم أمريكية أمريكي، ولد في 23 يناير 1968 في سياتل في الولايات المتحدة.

## وصلات خارجية
- اريك ميتكالف على موقع الاتحاد الدولي لألعاب القوى (الإنجليزية)
- اريك ميتكالف على موقع إي إس بي إن.كوم (أن.أف.أل)3
- اريك ميتكالف على موقع مرجع كرة القدم المحترفة.كوم (الإنجليزية)